# Industrie en France
L'industrie française emploie 3,115 millions de salariés (hors intérim) qui représente 13,5 % du PIB marchand national en 2020. Sa valeur ajoutée s'élève à 274 milliards d'euros hors taxe. Ainsi on retrouve 260 000 entreprises industrielles.

## Histoire de l'industrie française
La France est un des premiers pays à avoir connu la révolution industrielle au début du XIXe siècle. Son industrie est tout d'abord marquée par l'industrie du charbon et de la sidérurgie (des mines de fer et de charbon sont exploitées au nord et à l'est du pays). Le Second Empire est une période particulièrement propice, grâce à l'action soutenue du gouvernement, qui axe notamment sa politique sur le développement des transports ferroviaires. L'Exposition universelle de Paris de 1889 est une consécration pour l'industrie française ; les visiteurs y découvrent notamment l'utilisation de l'acier riveté comme nouveau matériau de construction, grâce à la tour Eiffel.
Pendant la première moitié du XXe siècle, la France est l'une des puissances industrielles majeures avec l'Angleterre, l'Allemagne et les États-Unis. L'industrie française est dynamique, mais subit les crises de la Première Guerre mondiale, la Grande Dépression puis la Seconde Guerre mondiale. La Première Guerre mondiale a eu non seulement un effet démographique dévastateur (1,4 million de morts et de disparus, soit 10 % de la population masculine active), mais elle a encore engendré des destructions matérielles très importantes dans les régions industrielles du nord et de l'est. La Crise de 1929 a ensuite eu un effet durable sur l'industrie française, car le pays met dix ans pour recouvrer un PIB égal à celui de 1929. À la fin de la Seconde Guerre mondiale, outre les pertes humaines, le pays souffre de la destruction de nombreuses infrastructures notamment portuaires; ces destructions sont non seulement dues aux Allemands, mais aussi aux bombardements des Alliés.
Au sortir de la Seconde Guerre mondiale, la France bénéficie du plan Marshall (2,5 milliards de dollars). En outre, la naissance de l'Union européenne (alors CECA) permet à l'économie française de coopérer avec des partenaires européens. Durant les Trente glorieuses, le PIB croît au rythme soutenu de 5 % environ par an. Se développent alors en particulier les secteurs de l'aérospatial (fusée Ariane), de l'aéronautique (Airbus) et du nucléaire. Les chocs pétroliers de 1973 et 1979 terminent cette période.
Depuis les années 1980, la France est entrée dans une phase de désindustrialisation progressive, avec une crise des secteurs à faible valeur ajoutée et gourmands en main d’œuvre (textile, industries d'extraction minière...). Les causes principales de la désindustrialisation sont d'une part la tertiarisation  de l'économie (entre 2000 et 2014, la part de l'industrie dans le PIB national est passée de 16,6 % à 12,4%), d'autre part le fort coût de la main d’œuvre française par rapport à des pays en développement (Chine, Thaïlande) dans un contexte de mondialisation (facilitant donc les délocalisations). La Crise économique de 2008-2009 frappe le pays de plein fouet et met en difficulté des secteurs déjà fragilisés (automobile, sidérurgie notamment).
Depuis les années 1980, les entreprises françaises ont privilégié les délocalisations et les investissements directs étrangers, notamment dans les pays émergents à forte croissance, ce qui a favorisé la désindustrialisation du pays. Outre le coût du travail, le coût du capital a joué un rôle déterminant dans le phénomène de désindustrialisation, les grandes entreprises distribuant une part toujours plus importante de la valeur ajoutée aux actionnaires, au détriment de l’investissement et de la recherche. À la fin des années 1980, les dividendes représentaient moins de 5 % de la richesse créée dans l’industrie ; en 2019, cette part a été portée à 25 %.

## L'industrie française en Europe
La part française dans la valeur ajoutée industrielle de l'Union européenne se situe à 11 % en 2015, au troisième rang derrière l'Allemagne (20 %) et l'Italie (13 %).
Depuis 2016, le coût horaire de la main-d’œuvre industrielle française est inférieur de 2,10 euros à l’allemande.

## Énergie et émissions
L'industrie est en 2024 l'un des plus gros émetteurs de GES, responsable d'environ 20% des  émissions du pays (et dont 9% sont d'autres gaz que le CO2) (contre 18 % des émissions en 2013). 10 ans plus tôt (2014) l'industrie manufacturière était le troisième secteur consommateur d’énergie (19 % de toute l’énergie finale consommée en France).
La part relative d'énergie finale consommée par l'Industrie diminue en France (-14 % entre 1980 et 2012), surtout en raison de la grande Récession de 2008, de la délocalisation d'industries polluantes ; d'une amélioration de l'efficacité énergétique de l’industrie chimique notamment (en 2012 elle consommait presque 1/3 de l'énergie consommé par toute l'industrie) ; puis de la pandémie de Covid-19. L’intensité énergétique et environnementale a été améliorée de 1990 à 2015 (-26 % pour l’énergie, et -39 % pour le CO2 émis de 1990 à 2012). La loi Grenelle II (2010) fait réaliser un bilan des émissions de gaz à effet de serre (BGES) à chaque sociétés de plus de 500 salariés (tous les 4 ans  à partir de début 2016, avec depuis 2015 des obligations particulière de communication et une sanction en cas de manquement). Ce bilan complète l'audit énergétique.
Les émissions industrielles ont la particularité d’être géographiquement et sectoriellement très concentrées : 80 % (des émissions industrielles proviennent d’environ 700 sites ; « Une action ciblée peut donc avoir un impact global très important ». L'Industrie lourde, très émettrice (1 138 installations en France pour la période 2013-2020) bénéficie du Système d'échange de quotas d'émission de l'Union européenne (SCEQE) mis en place en 2005, via un plafond des émissions de CO2. Les industriels doivent, ou réduire ses émissions, ou acheter des quotas pour les volumes de GES dépassant les plafonds ; ils se sont d'abord vues affecter une allocation annuelle, majoritairement gratuite, fixée par le Plan National d’Allocation de Quotas (PNAQ) ; puis de 2013 à 2020, un plafond annuel unique européen a remplacé les plafonds d’émission nationaux ; Le droit à polluer diminuera progressivement jusqu'à s'aligner sur l'objectif du paquet climat-énergie. Ce dispositif a été étendu à l'industrie pétrochimique, au transport aérien, aux grands projets de captage et stockage du dioxyde de carbone, et au système de vente aux enchères des quotas.

## Panorama des secteurs industriels

### L'industrie en 2011
En 2011, les industries françaises ont fait un chiffre d’affaires de 1000 milliards d'euros. Ce chiffre d’affaires se partage de la manière suivante:
- les industries manufacturières (85%);
- les industries de production et de distribution énergétique (10%);
- les industries de production et distribution d'eau, d'assainissement de dépollution (4%);
- les industries extractives (1%).

Le secteur industriel français se caractérise par une grande variété, tant par la taille des acteurs économiques que par les produits manufacturiers concernés.
| Type d'entreprise                        | 2009      | 2009        | 2011      | 2011        |
| Type d'entreprise                        | Nombre    | Pourcentage | Nombre    | Pourcentage |
| ---------------------------------------- | --------- | ----------- | --------- | ----------- |
| Micro-entreprise                         | 273 937   | 9,2         | 262 588   | 9,20        |
| Petite et Moyenne Entreprise (PME)       | 826 899   | 27,7        | 781 042   | 27,30       |
| Entreprise de Taille Intermédiaire (ETI) | 1 080 007 | 36,2        | 1 019 366 | 35,60       |
| Grande entreprise                        | 801 191   | 26,9        | 797 537   | 27,90       |
| Total                                    | 2 982 034 | 100         | 2 860 533 | 100         |

| Branches industrielles                                  | Part en pourcentage dans l'industrie manufacturière |
| ------------------------------------------------------- | --------------------------------------------------- |
| Chimie, pharmacie, caoutchouc et minéraux               | 23 %                                                |
| Produits agroalimentaires                               | 19,9 %                                              |
| Métallurgie et produits métalliques                     | 14,4 %                                              |
| Électronique, électrique, machines et équipements       | 11,0 %                                              |
| Matériels de transport                                  | 10,6 %                                              |
| Bois, papier et imprimerie                              | 5,4 %                                               |
| Textile, habillement et cuir                            | 2,4 %                                               |
| Divers (meubles, bijouterie, jouets, sport, réparation) | 13,7 %                                              |

### Caractéristiques de l'industrie par activité en 2021
Les données sont publiées par l'INSEE :
| Secteur d'activité                                                                                         | Nombre d'entreprises | Salariés (en EQTP¹) | Chiffre d'affaires hors taxes (en millions d'euros) | Valeur ajoutée hors taxes (en millions d'euros) | Frais de personnel² (en millions d'euros) | Excédent brut d'exploitation (en millions d'euros) | Investissements corporels bruts hors apports (en millions d'euros) |
| --- | -------------------- | ------------------- | --------------------------------------------------- | ----------------------------------------------- | ----------------------------------------- | -------------------------------------------------- | ------------------------------------------------------------------ |
| Industries extractives                                                                                     | 1 035                | 14 827              | 5 370                                               | 1 798                                           | 1 117                                     | 570                                                | 485                                                                |
| Industries manufacturières                                                                                 | 229 756              | 2 830 787           | 1 042 814                                           | 267 372                                         | 183 221                                   | 71 540                                             | 39 535                                                             |
| Fabrication de denrées alimentaires et de boissons                                                         | 56 968               | 643 760             | 227 964                                             | 50 399                                          | 32 385                                    | 15 469                                             | 9 654                                                              |
| Fabrication de produits à base de tabac                                                                    | 9                    | s                   | s                                                   | s                                               | s                                         | s                                                  | 0                                                                  |
| Fabrication de textiles, industries de l'habillement, industrie du cuir et de la chaussure                 | 30 680               | 87 111              | s                                                   | s                                               | s                                         | s                                                  | s                                                                  |
| Travail du bois, industries du papier et imprimerie                                                        | 27 984               | 153 182             | 42 048                                              | 12 099                                          | 8 421                                     | 3 305                                              | 2 220                                                              |
| Cokéfaction et raffinage                                                                                   | 18                   | s                   | 37 222                                              | 5 174                                           | 1 695                                     | 1 146                                              | s                                                                  |
| Industrie chimique                                                                                         | 3 914                | 195 902             | 94 484                                              | 27 607                                          | 16 169                                    | 10 311                                             | 4 982                                                              |
| Industrie pharmaceutique                                                                                   | 249                  | 94 616              | 45 826                                              | 14 438                                          | 8 700                                     | 4 567                                              | 2 085                                                              |
| Fabrication de produits en caoutchouc et en plastique ainsi que d'autres produits minéraux non métalliques | 12 701               | 234 600             | 69 325                                              | 20 815                                          | 14 434                                    | 5 536                                              | 3 853                                                              |
| Métallurgie et fabrication de produits métalliques à l'exception des machines et des équipements           | 19 885               | 333 729             | 94 361                                              | 27 492                                          | 19 523                                    | 7 132                                              | 3 705                                                              |
| Fabrication de produits informatiques, électroniques et optiques                                           | 2 503                | 128 581             | 33 371                                              | 13 986                                          | 10 905                                    | 2 750                                              | 1 770                                                              |
| Fabrication d'équipements électrique                                                                       | 2 278                | 111 008             | 37 767                                              | 10 541                                          | 7 816                                     | 2 351                                              | 1 298                                                              |
| Fabrication de machines et équipements n.c.a                                                               | 4 221                | 177 815             | 56 489                                              | 16 079                                          | 12 284                                    | 3 271                                              | 1 745                                                              |
| Fabrication de matériels de transport                                                                      | 2 917                | 393 014             | 224 374                                             | 39 753                                          | 29 679                                    | 8 696                                              | 4 581                                                              |
| Autres industries manufacturières; réparation et installation de machines et équipements                   | 65 429               | 259 372             | 59 195                                              | 21 862                                          | 16 657                                    | 4 602                                              | 2 302                                                              |
| Production et distribution d'électricité, de gaz, de vapeur et d'air conditionné                           | 32 079               | 213 744             | 158 990                                             | 40 218                                          | 18 138                                    | 22 470                                             | 24 493                                                             |
| Production et distribution d'eau ; assainissement, gestion des déchets et dépollution                      | 11 342               | 184 968             | 47 697                                              | 15 217                                          | 10 218                                    | 3 991                                              | 4 420                                                              |
| Ensemble                                                                                                   | 274 212              | 3 244 327           | 1 254 870                                           | 324 605                                         | 212 693                                   | 98 570                                             | 68 933                                                             |

s : donnée soumise au secret statistique.
1. Équivalent temps plein (EQTP).
2. Salaires et charges.
Lecture : en 2021, les entreprises de l'industrie emploient 3 244 327 salariés en équivalent temps plein (EQTP).
Champ : France, entreprises des secteurs de l'industrie.
Source : Insee, Ésane.

## Agro-alimentaire
En 2010, le secteur agro-alimentaire emploie 512 000 personnes se regroupant dans 60 000 sociétés et génère 159 milliards d'euros de chiffre d’affaires. Le secteur agroalimentaire est particulièrement important en France, notamment grâce à la forte production agricole du pays. Il  permet au pays de dégager un fort solde commercial positif en ce qui concerne les transformations agro-alimentaires, soit 6,5 milliards d'euros en 2011. Parmi les acteurs français les plus notables du secteur, on peut citer Danone (produits frais), Evian (eau minérale), Bigard (produits carnés), Tereos (sucre)...

## Chimie et produits pharmaceutiques
L'industrie chimique et pharmaceutique emploie 218 000 salariés et génère 113 milliards d'euros de chiffre d’affaires en 2010. C'est une industrie fortement tournée vers l'exportation (la France a dégagé un solde commercial excédentaire de 9 milliards d'euros en 2011 sur l'ensemble du secteur). Parmi les acteurs français les plus notables du secteur, on peut citer Total (entreprise pétrolière, première entreprise française en chiffre d’affaires), Areva (enrichissement de l'uranium), Rhodia (chimie des polymères), Arkema (chimie industrielle), Sanofi (pharmacie), les Laboratoires Servier (pharmacie)...

### Industries cosmétiques
Parmi les entreprises de cosmétiques françaises, on peut citer L'Oréal, qui est le plus important groupe français et deuxième dans le monde, et le groupe LVMH (qui détient entre autres Parfums Christian Dior, Parfums Givenchy, Guerlain, Kenzo Parfums, ainsi que Sephora pour la distribution), qui réalise plus de 60 % de son chiffre d’affaires dans le secteur des cosmétiques et parfums. Il existe également de nombreux laboratoires développant une cosmétologie basée sur les produits naturels comme le groupe Yves Rocher, créé en 1956, numéro 1 mondial de la cosmétologie végétale.

## Secteurs automobile, aéronautique et spatiale, ferroviaire, navale

### Secteur automobile
La construction automobile est une industrie traditionnelle en France (Panhard, fondée en 1870, Peugeot, fondée en 1896, etc.). Le secteur emploie 214 000 salariés en 2010 et génère 99 milliards d'euros de chiffre d’affaires. Les deux principaux constructeurs automobiles français sont les groupes PSA (Peugeot, Citroën) et Renault; toutefois, des constructeurs étrangers comme Toyota possèdent aussi des usines en France. Outre les constructeurs automobiles, les équipementiers tels que Valeo, Michelin ou Faurecia sont des acteurs importants.
Les groupes automobiles français tendent à délocaliser leur production. Entre 2007 et 2018, les effectifs en France de Renault et de PSA ont baissé respectivement de plus de 10 000 salariés (soit environ - 20 %) et de 43 000 salariés (soit environ - 40 %), malgré une augmentation des ventes et du chiffre d'affaires. Les groupes français ont également décidé de délocaliser en 2020 la production de leurs derniers véhicules à moteur thermique du segment B encore assemblés sur le territoire français, soit 13 % de la production française. Autrefois largement excédentaire, le secteur de l’automobile a été déficitaire dans ses échanges extérieurs de plus de 12 milliards d’euros en 2018.
Selon The Shift Project, la décarbonation de l'économie nécessite la reconversion de la voiture vers le vélo et la cyclologistique.

### Aéronautique et aérospatiale
Le secteur aéronautique et aérospatial est bien développé en France tout d'abord pour des raisons historiques: la France est le berceau de l'aviation. Cela a été pérennisé par le lancement de programmes d'abord nationaux, puis européens résultant d'une volonté d'indépendance industrielle. L'industrie aéronautique française a produit des appareils très novateurs, tels que la Caravelle ou le Concorde, et s'est aujourd'hui regroupée en grande partie au sein du consortium européen EADS.
L'industrie aéronautique et spatiale emploie 132 000 personnes  et a réalisé un chiffre d’affaires de 34,6 milliards d'euros et en  2007 et dégage un solde à l'exportation important. Les emplois sont concentrés essentiellement en Île-de-France, Midi-Pyrénées et Aquitaine. Le secteur travaille à hauteur de 31 % en 2007 pour le marché militaire. Le secteur est très concentré et les programmes sont généralement multinationaux. Dans cet ensemble la part du secteur spatial se monte à 3,4 milliards d'euros tandis que celle des équipementiers est de 9,2 milliards d'euros (2007).
L'industrie française est présente dans pratiquement tous les domaines : 
- avions civils : gros porteur (A380), moyen porteur (A330/A340) et petit porteur (famille A320) en coopération avec d'autres pays européens (constructeur Airbus)
- avions d'affaires : gamme Dassault (Falcon 7X, Falcon 2000, Falcon 900)
- avion de transport militaire : A400M (constructeur Airbus)
- chasseur-bombardier : programme Rafale et Mirage 2000 (constructeur Dassault Aviation)
- hélicoptères :  NH90, Tigre, Dauphin, Ecureuil, H145, H135  (Airbus Helicopters leader mondial)
- lanceur aérospatial : fusée Ariane, missile M51 (constructeur EADS Astrium Space Transportation), moteur de fusée Vulcain, HM7, propulseur à poudre (Société européenne de propulsion)
- satellites : sociétés Thales Alenia Space, EADS Astrium Satellites (leader mondial)
- turboréacteurs : CFM56 (constructeur SNECMA avec une part de 50 %), parts minoritaires de SNECMA dans les programmes CF6, TP400 (28 %), GE90 (23,5 %), GP7200 (10 %); turbines d'hélicoptères (Turboméca leader mondial), petites turbines (Microturbo)
- équipement aéronautique et aérospatial : trains d'atterrissage (Messier-Dowty leader mondial), systèmes avioniques (Thales Avionics), équipements de sécurité et cabines (Zodiac), Latécoère, boites de transmission, systèmes de régulation moteur Hispano-Suiza, câblage (Labinal)
- maintenance aéronautique : Sogerma
- aviation légère : société Socata

Depuis le 1er janvier 2011, la France possède par ailleurs, à travers l'ENAC, la plus grande université aéronautique européenne.

### Chantiers navals
La construction navale française se situe au 6e rang mondial, et emploie 42 000 personnes. Parmi ses acteurs majeurs, on peut citer les Chantiers de l'Atlantique (bâtiments civils) et la DCNS (bâtiments militaires).

### Secteur ferroviaire
Le secteur ferroviaire français compte les acteurs suivants: Alstom-Transports, ANF Industrie (groupe Bombardier), Siemens Transportation Systems.

## Industrie de l'armement
L'industrie de l'armement française représente 165 000 emplois en 2013. Elle couvre un large spectre avec notamment la construction navale (DCNS), l'aviation militaire (Dassault Aviation, EADS , Safran) et les systèmes d'armement (MBDA, Thales), la fabrication de véhicules blindés (Nexter). L'ensemble du complexe militaro-industriel est coordonné par la Direction générale de l'Armement. La France est en outre un acteur mondial majeur dans le secteur de la défense: en 2015, la France a réalisé plus 16 milliards d'euros d'exportation d'armement (notamment grâce à la vente de Rafale).

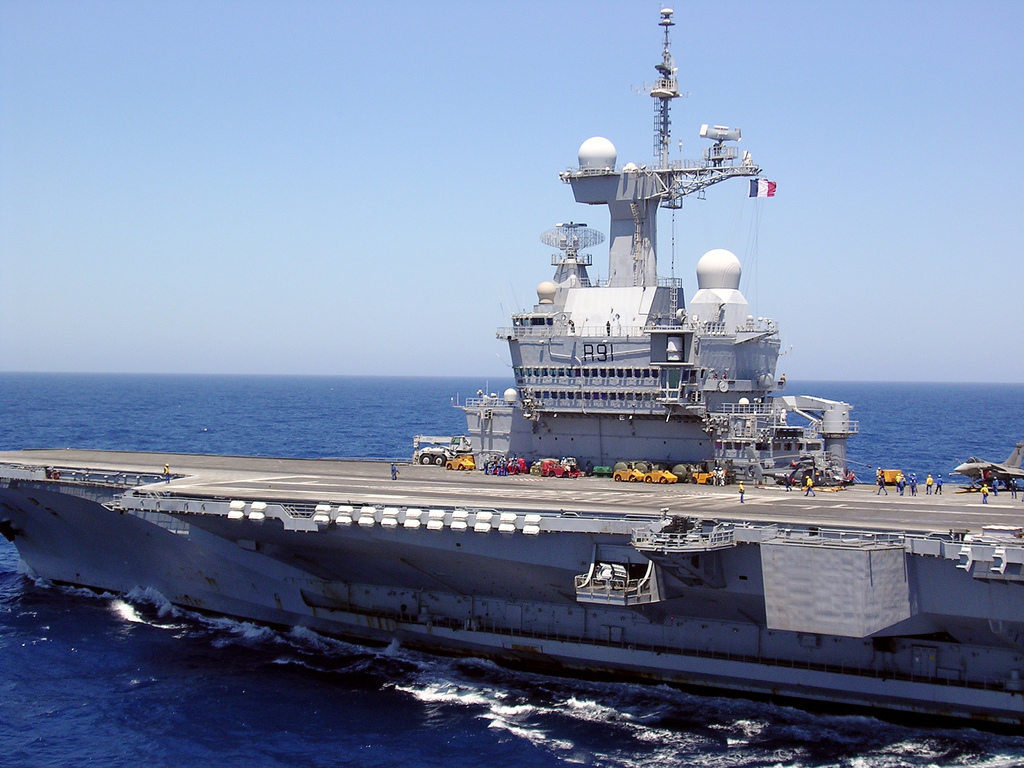
Porte-avions Charles De Gaulle
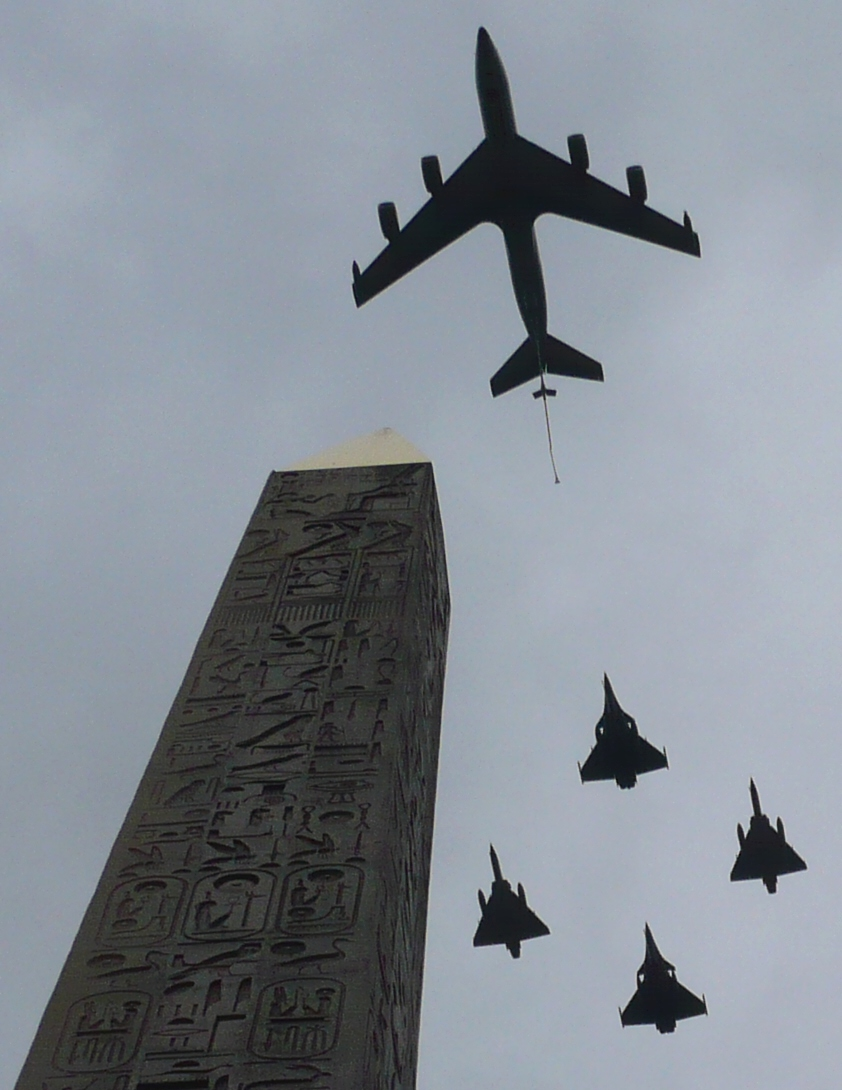
Passage de 4 rafales Dassault et leur ravitailleur
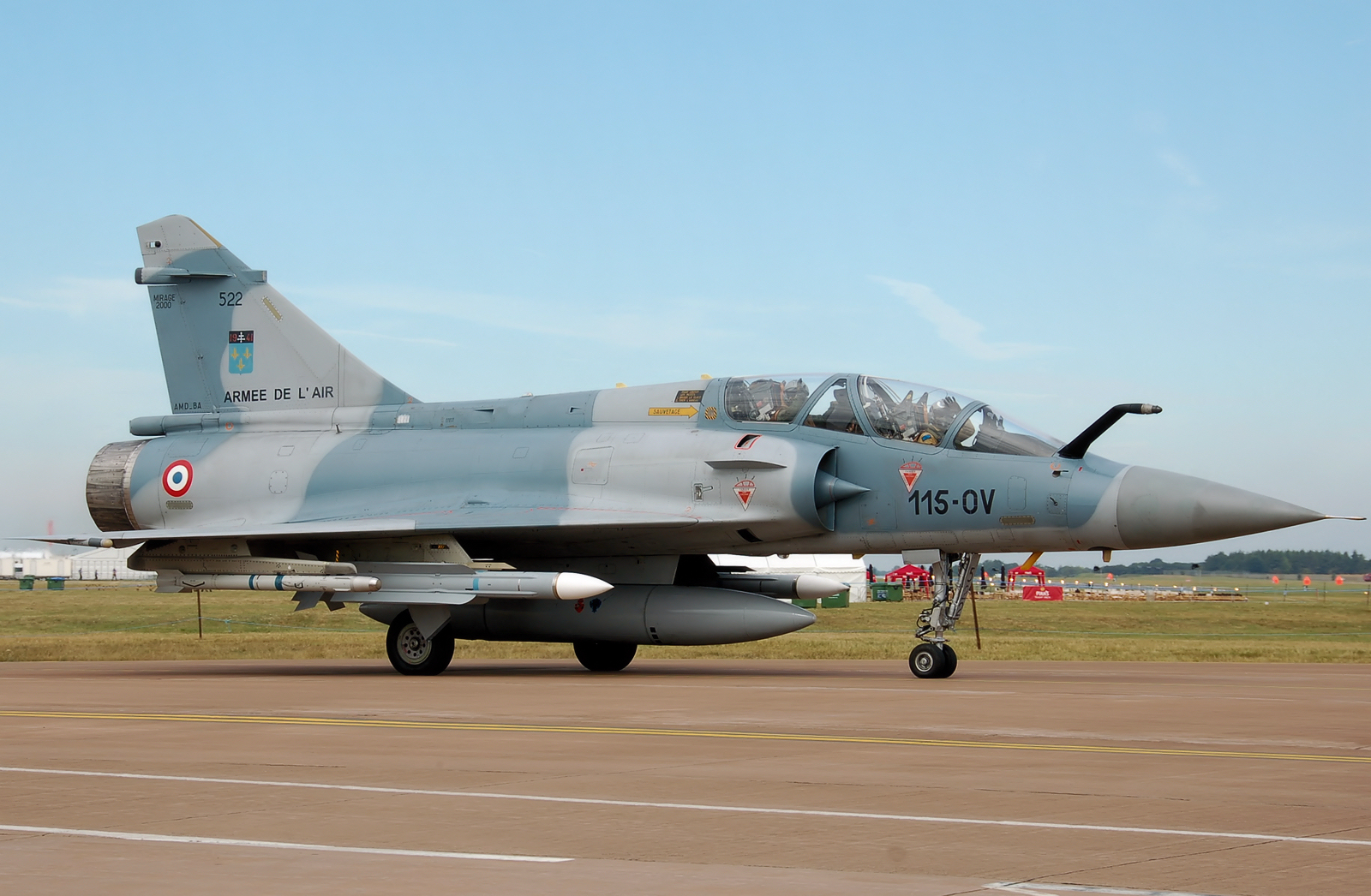
Dassault Mirage 2000
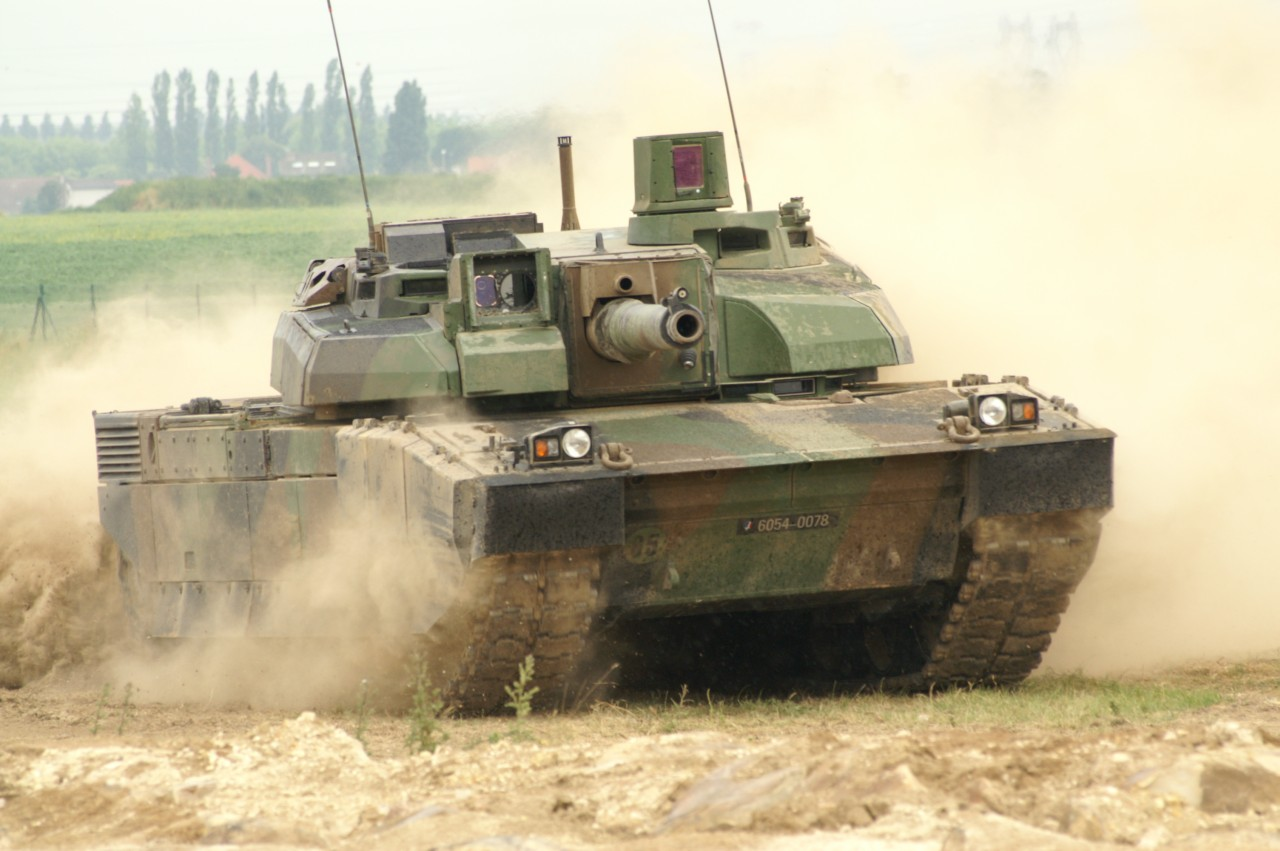
Char Leclerc en action
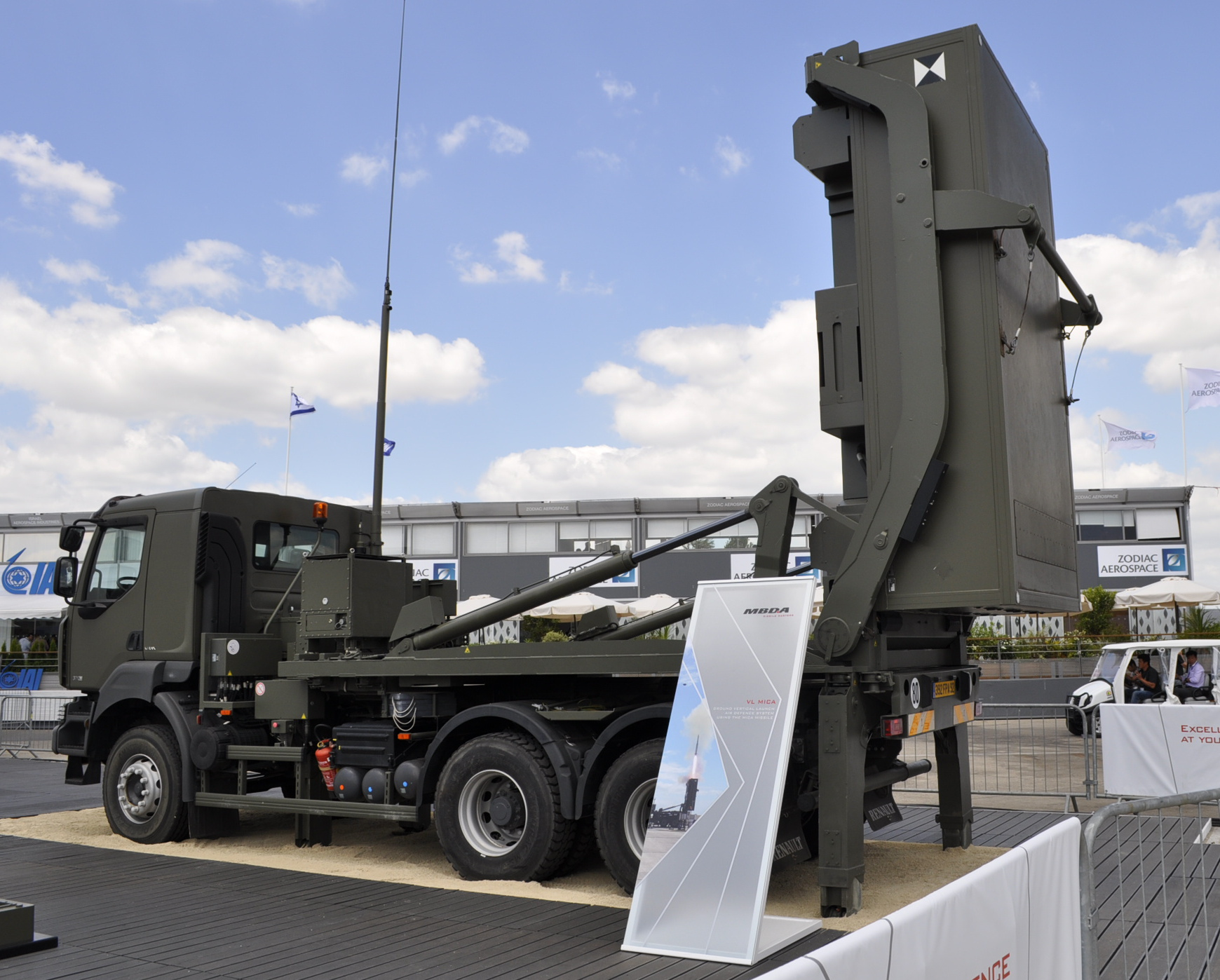
MBDA MICA VL Lanceur terrestre
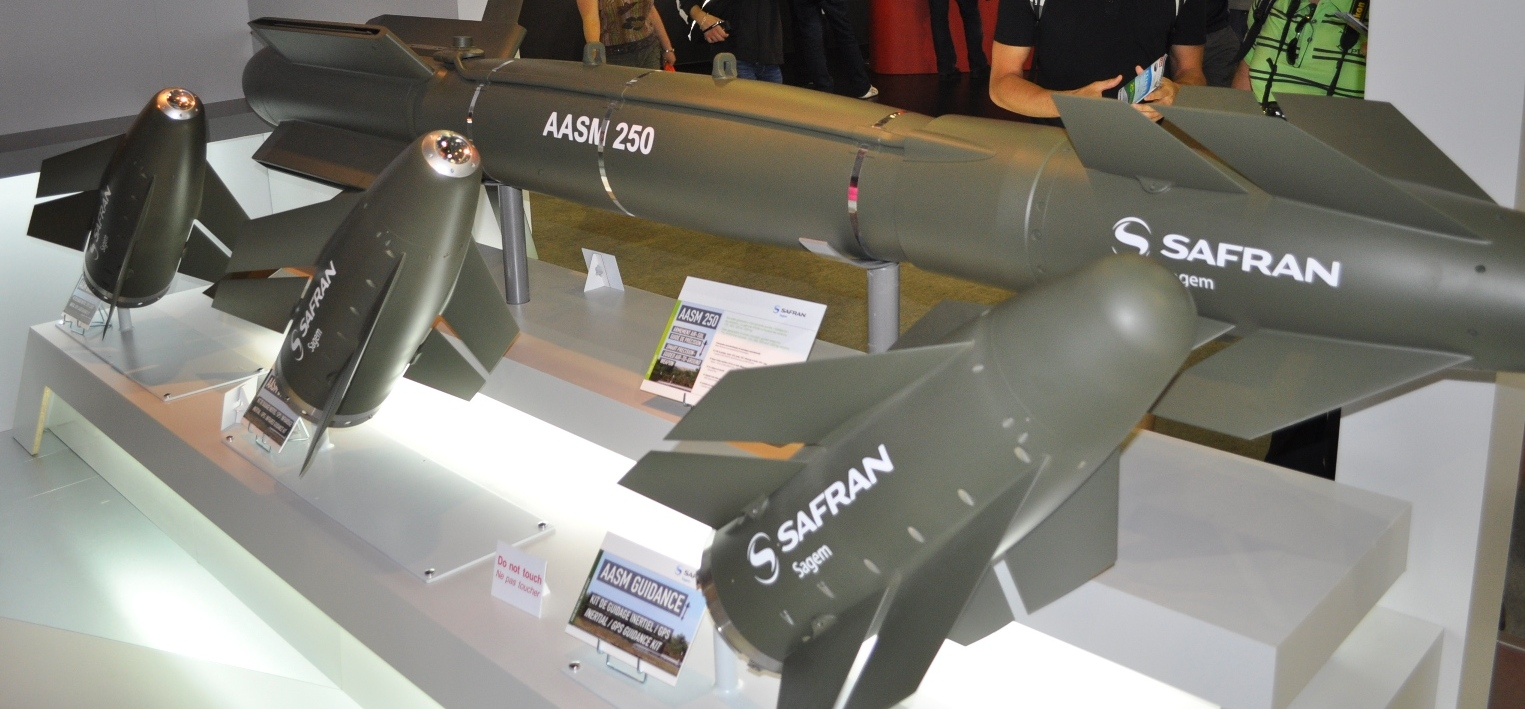
Armement air-sol modulaire
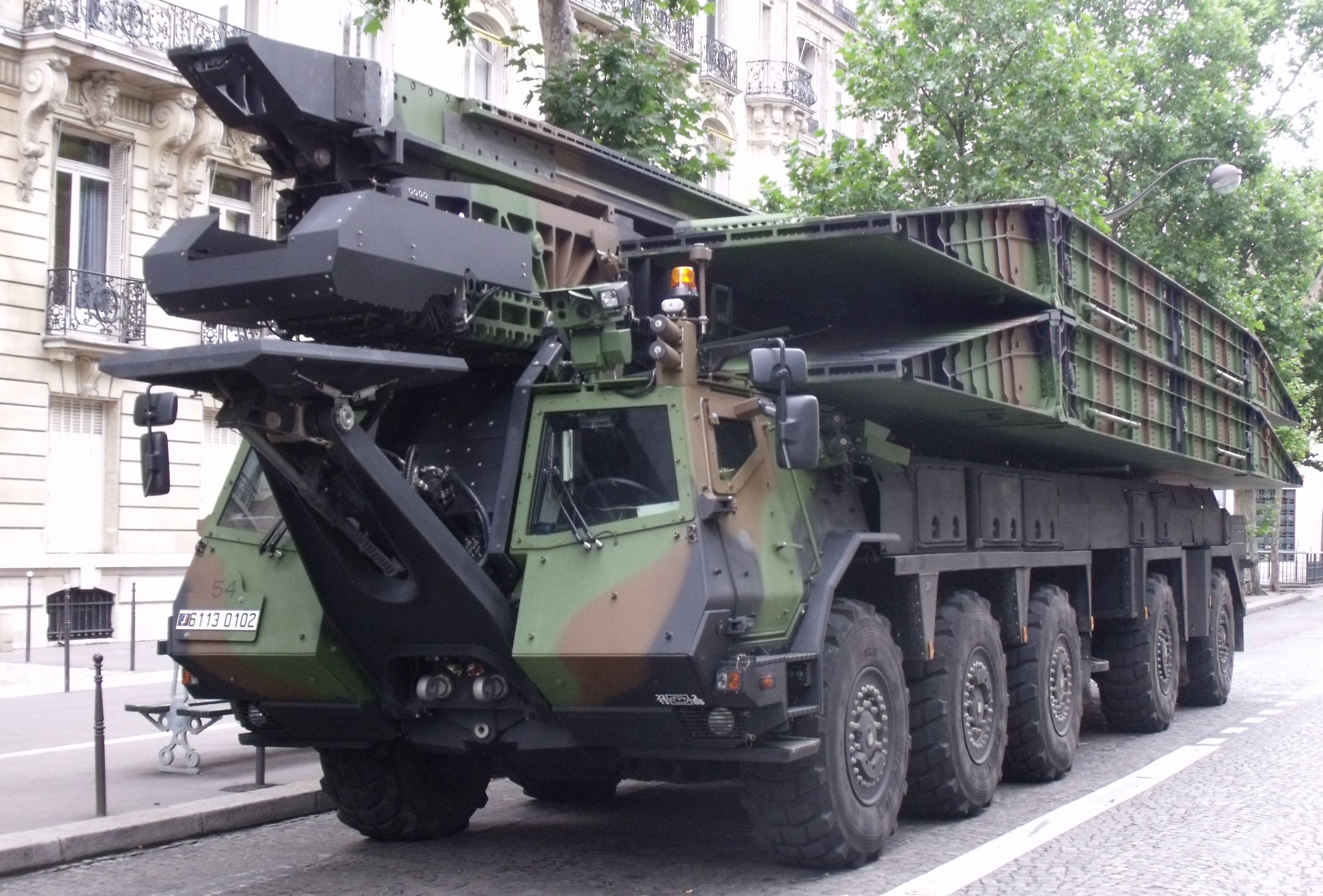
SPRAT-Système de pose rapide de travures

## Ameublement
(octobre 2016).
Si vous disposez d'ouvrages ou d'articles de référence ou si vous connaissez des sites web de qualité traitant du thème abordé ici, merci de compléter l'article en donnant les références utiles à sa vérifiabilité et en les liant à la section « Notes et références ».
L'industrie de l'ameublement regroupe des produits très divers destinés  à l'habitat et'au domaine professionnel (meubles de bureaux ou de magasins), ainsi que les sièges pour l'automobile ou l'aéronautique.
Les entreprises de l'ameublement se répartissent sur l'ensemble du territoire, la concentration étant plus forte forte  en Pays de la Loire et Rhône-Alpes (un quart des effectifs).
En 2015, l’industrie française de l'ameublement représente près de 130 000 emplois dont 52 200 emplois directs et 77 000 emplois indirects. Le marché français s'élève à 14,1 milliards d'euros (7,6 milliards de production) pour un marché mondial de 342 milliards d'euros. On recense 12 000 entreprises, dont 97 % de TPE et 3 % de PME ou ETI qui représentent 85 % des emplois salariés et du chiffres d'affaires production. L'Union nationale des industries françaises de l'ameublement (Unifa), fondée en 1960, est une organisation patronale française qui représente les fabricants français d'ameublement.